# Buslingthorpe (Lincolnshire)
Buslingthorpe est une paroisse civile et un village du Lincolnshire, en Angleterre.